# Supercoupe des Comores de football
La Supercoupe des Comores de football est une compétition de football opposant lors d'un match le champion des Comores au vainqueur de la coupe des Comores. La compétition est créée en 2011.

## Palmarès
| Année | Vainqueur              | Score       | Finaliste                    |
| ----- | ---------------------- | ----------- | ---------------------------- |
| 2011  | Élan Club de Mitsoudjé | 0-0, 4-3tab | Coin Nord de Mitsamiouli     |
| 2017  | Ngaya Club             | 0-0, 4-3tab | Ngazi Sport                  |
| 2018  | Miracle Club           | 3-1         | Volcan Club de Moroni        |
| 2024  | Alizé Fort             | 2-0         | Union sportive de Zilimadjou |

## Bilan
| Rang | Club                         | Titres gagnés | Année | Finales perdues | Année |
| ---- | ---------------------------- | ------------- | ----- | --------------- | ----- |
| 1    | Élan Club de Mitsoudjé       | 1             | 2011  | 0               |       |
| 1    | Ngaya Club                   | 1             | 2017  | 0               |       |
| 1    | Miracle Club                 | 1             | 2018  | 0               |       |
| 1    | Alizé Fort                   | 1             | 2024  | 0               |       |
| 5    | Coin Nord de Mitsamiouli     | 0             |       | 1               | 2011  |
| 5    | Ngazi Sport                  | 0             |       | 1               | 2017  |
| 5    | Volcan Club de Moroni        | 0             |       | 1               | 2018  |
| 5    | Union sportive de Zilimadjou | 0             |       | 1               | 2024  |